# Вранокастро
Врано̀кастро (на гръцки: Βρανόκαστρο, Κάστρο Παλαιοχωρίου) е антично и средновековно отбранително съоръжение, разположено край кушнишкото село Палеохори, Северна Гърция.

## Местоположение
Крепостта е разположена на хълм в североизточните склонове на планината Кушница (Пангео), източно от Палеохори.

## История
Крепостта дължи името си на византийския пълководец Алексий Врана, който през XII век я възстановява. Местна легенда свързва името с Александър Велики и е наричана Крепостта на Александър Велики (Κάστρο του Μ. Αλεξάνδρου).
Крепостта е с античен произход и е първоначално е построена от македонците за защита на златните мини в района, които имат принос за осъществяването на кампанията на Александър Велики в Азия. След изчерправено на находищата на благородния метал, крепостта е изоставена.
През римския период замъкът понякога е използван като аванпост и постепенно изглежда излиза от употреба.
През 1185 година византийският пълководец Алексий Врана възстановява крепостта, засилва укрепленията ѝ и я снабдява с гарнизон. Този път ролята му не е да защитава мините, които вече не съществуват, а да контролира и пази прохода и пътя, който минавата през него между планинската верига Кушница и езерото Прасиада, което тогава покрива сегашната равнина на Филипи. В 1383 година крепостта е овладяна от османските турци. Според местна легенда обсадата на крепостта от турците продължава четиридесет години.
В Горния град на крепостта има малък параклис, посветен на Свети Тодор. На Тодоровден жителите на Палеохори и по-широката околност отиват на хълма, за да почетат светеца.

## Галерия
- Хълмът над Палеохори и Вранокастро. В далечината – планината Боздаг
- Вранокастро, гледано от седловината под крепостта
- Кулата в цитаделата. Вдясно се вижда част от малкия параклис „Свети Тодор“